# 후고 폰 젤리거

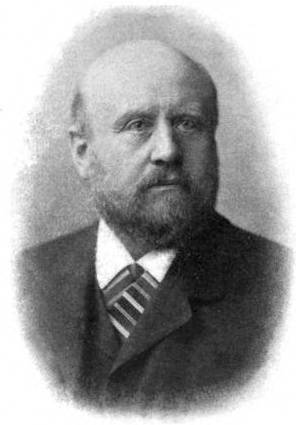

후고 폰 젤리거(독일어: Hugo von Seeliger, 1849년 9월 23일 ~ 1924년 12월 2일)는 독일의 천문학자이다.
비엘스코비아와에서 태어나 1867년 치에신의 고등학교를 졸업하고 하이델베르크 대학교와 라이프치히 대학교에서 공부했다.

## 제자
- 카를 슈바르츠실트
- 구스타프 헤르글로츠